# Silbertafel aus Ai Khanoum

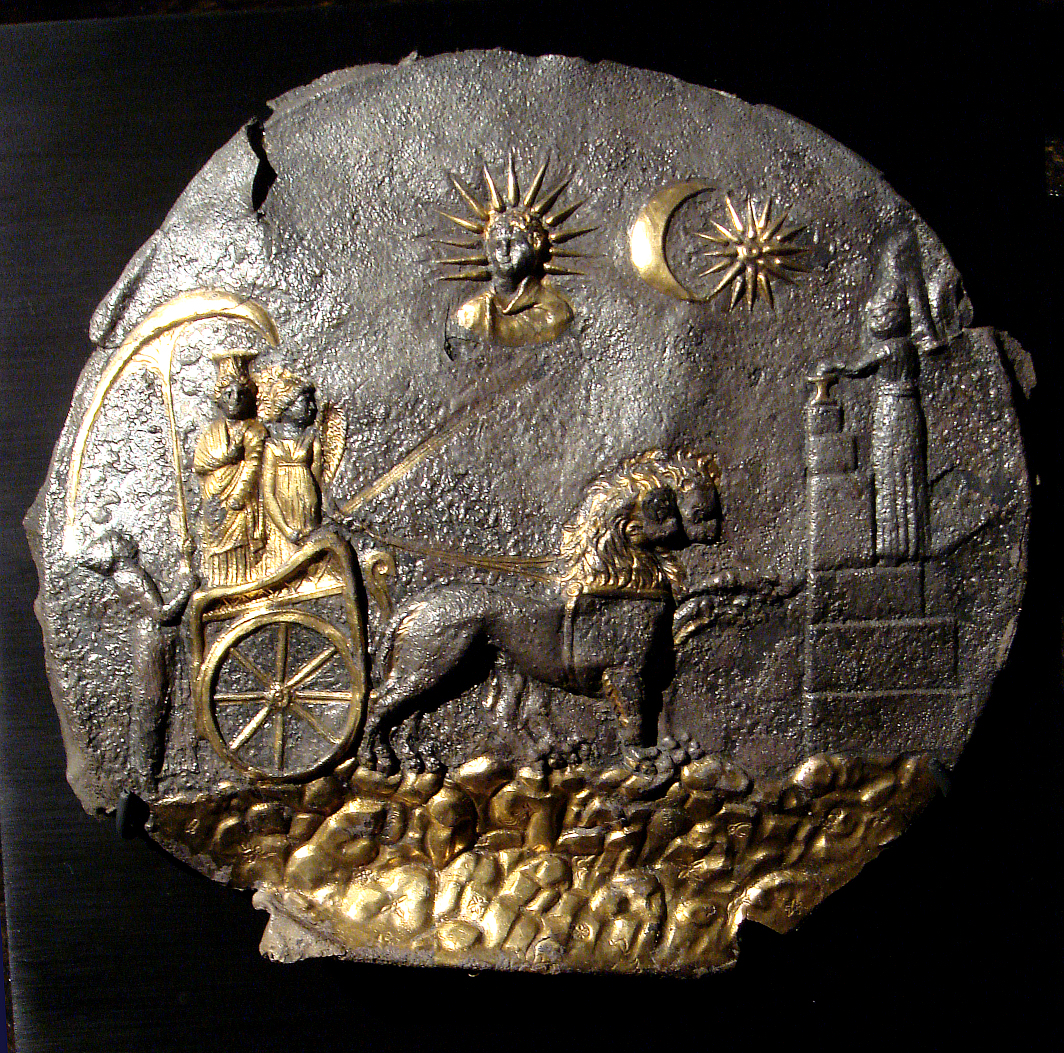
Silbertafel aus Ai Khanoum

Eine teilvergoldete Silbertafel aus Ai Khanoum befindet sich heute im Nationalmuseum Kabul (Inventarnummer 04.42.7). Sie wurde 1969 bei den Ausgrabungen in der griechisch-baktrischen Stadt Ai Khanoum im Norden des modernen Staates Afghanistan unter Leitung von Paul Bernard gefunden.

## Beschreibung
Das runde, 1–2 mm dünne Objekt mit einem Durchmesser von etwa 25 cm hatte eine Einfassung, die verloren ist, und war einst auf einem wahrscheinlich hölzernen Träger angenagelt, von dem es gewaltsam abgerissen wurde. Die Risse an den Rändern zeigen diese antiken Beschädigungen. Man kann die Silbertafel aus Ai Khanoum wegen des Motivs und der runden Form mit hellenistischen und römischen oscillae vergleichen, Scheiben aus Metall oder Stein, die in Heiligtümern oder im privaten Kontext aufgehängt wurden; sie ist allerdings älter als bekannte oscillae.
Das Relief zeigt die ursprünglich anatolische Naturgöttin Kybele, wie sie in einer Biga, die von zwei Löwen gezogen wird, eine Berglandschaft durchreist. Sie steht im hinteren Teil des Wagens, der von links nach rechts fährt. Ihr Körper ist frontal dargestellt, ihr Gesicht leicht nach rechts gewandt. Auf dem Kopf trägt Kybele einen Polos. Sie trägt als Untergewand einen Chiton und darüber einen Mantel, der sie ganz einhüllt. Der rechte Arm ist vor der Brust angewinkelt, der linke Arm hängt locker herab; beide Hände sind sichtbar. Den Wagen lenkt eine weibliche Gestalt, die etwas kleiner ist als Kybele und vor ihr steht. Sie ist in ein langes Gewand gekleidet und hält die Zügel und einen langen Stab. Rechts von ihrem im Profil dargestellten Gesicht ist ein Flügel zu sehen; damit ist diese Gestalt als die Siegesgöttin Nike identifizierbar.
Hinter dem Wagen steht ein Priester, der mit beiden Händen einen Schirm über Kybeles Haupt hält. Er trägt einen konischen Hut und ist in ein knöchellanges, gegürtetes Gewand mit Ärmeln gekleidet. Der Schirm bildet vorn einen Bogen über Kybeles Haupt und fällt hinter dem Priester ab, hat also eine unregelmäßige Parabelform. Da das zu einem Schirm nicht recht passt, wurde auch vorgeschlagen, dass der Priester einen Fächer an einer Stange hinter seiner Gottheit halte und der damit unverbundene parabelförmige Bogen stilisiert jene Grotte darstelle, von der aus Kybele aufgebrochen sei. Ein weiterer, in gleicher Weise gekleideter Priester steht gegenüber vom Streitwagen auf der rechten Seite auf einem hohen, getreppten Altar, der aus sechs Steinen aufgebaut ist. Der Priester ist im Profil dargestellt, nach links seiner Göttin zugewandt. Er verbrennt Weihrauch in einem Duftrauchbrenner.
Am Himmel befindet sich etwa in der Mitte ein Bild der Sonne, die durch eine Büste des jugendlichen Helios symbolisiert ist. Seine Schultern sind von einer Chlamys verhüllt; seinen Kopf umgibt ein Strahlenkranz. Helios ist frontal dargestellt und wendet den Kopf leicht nach links, also der Kybele zu. Rechts von Helios und auf gleicher Höhe mit ihm befinden sich der Mond und ein sechzehnstrahliger Stern.

## Deutung

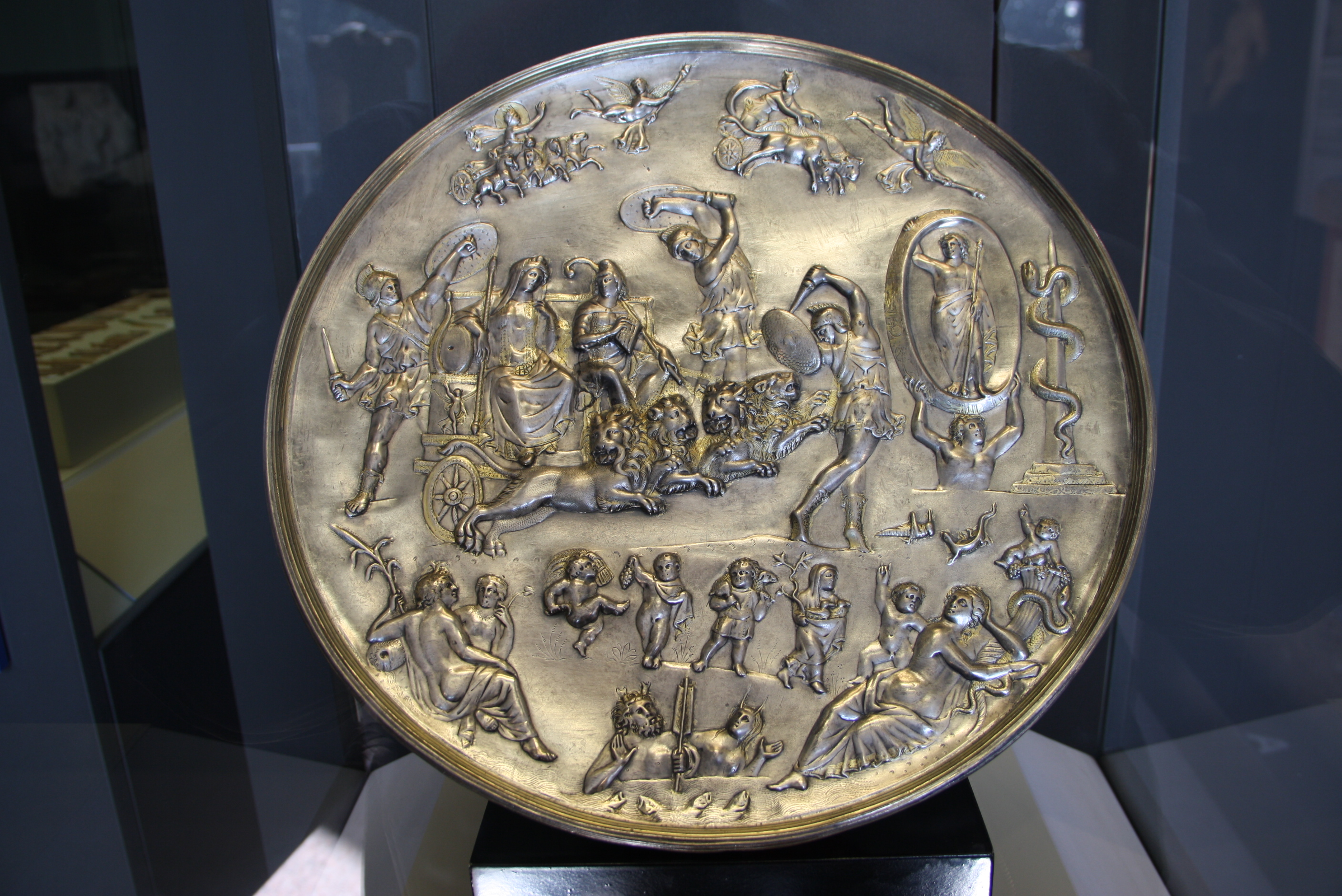
Patera von Parabiagio (Archäologisches Museum, Mailand)

Dass es sich bei der Göttin um Kybele handelt, ist trotz Fehlen des Tympanons, ihres typischen Attributs, gesichert durch den Polos, das Löwengespann und die Berglandschaft. Nichts in ihrer Darstellung weist auf eine synkretistische Identifikation mit zentralasiatischen Göttinnen (Nana, Anahita) hin. Eine Göttin, die auf einer Biga stehend ein Löwengespann lenkt, ist erstmals auf dem Fries des Siphnierschatzhauses von Delphi als Teil einer Gigantomachie dargestellt; sie wird meist als Kybele identifiziert, was von Erika Simon allerdings in Frage gestellt wird. Die unstrittigen Darstellungen der Kybele auf einem Löwenwagen stammen erst aus der Spätklassik, und sie zeigen (wie auch bei der Silbertafel von Ai Khanoum) eine friedliche Wagenfahrt, keine Kampfszene. Die silberne Patera von Parabiaggio (Foto) zeigt, wie das zentrale Motiv der Kybele auf dem Löwenwagen in römischer Zeit durch weitere mythologische und symbolische Gestalten angereichert wurde.

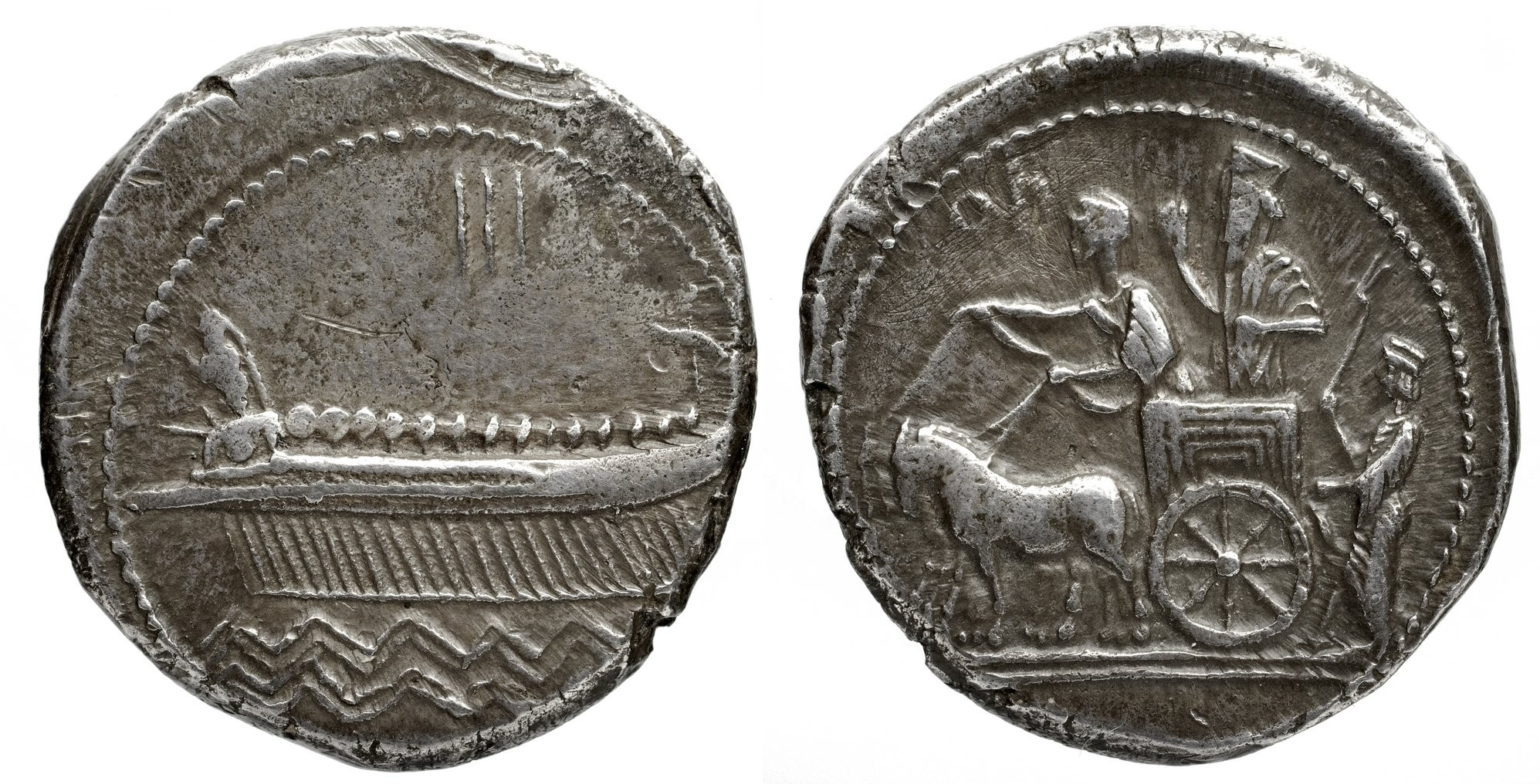
Münzprägung aus Sidon

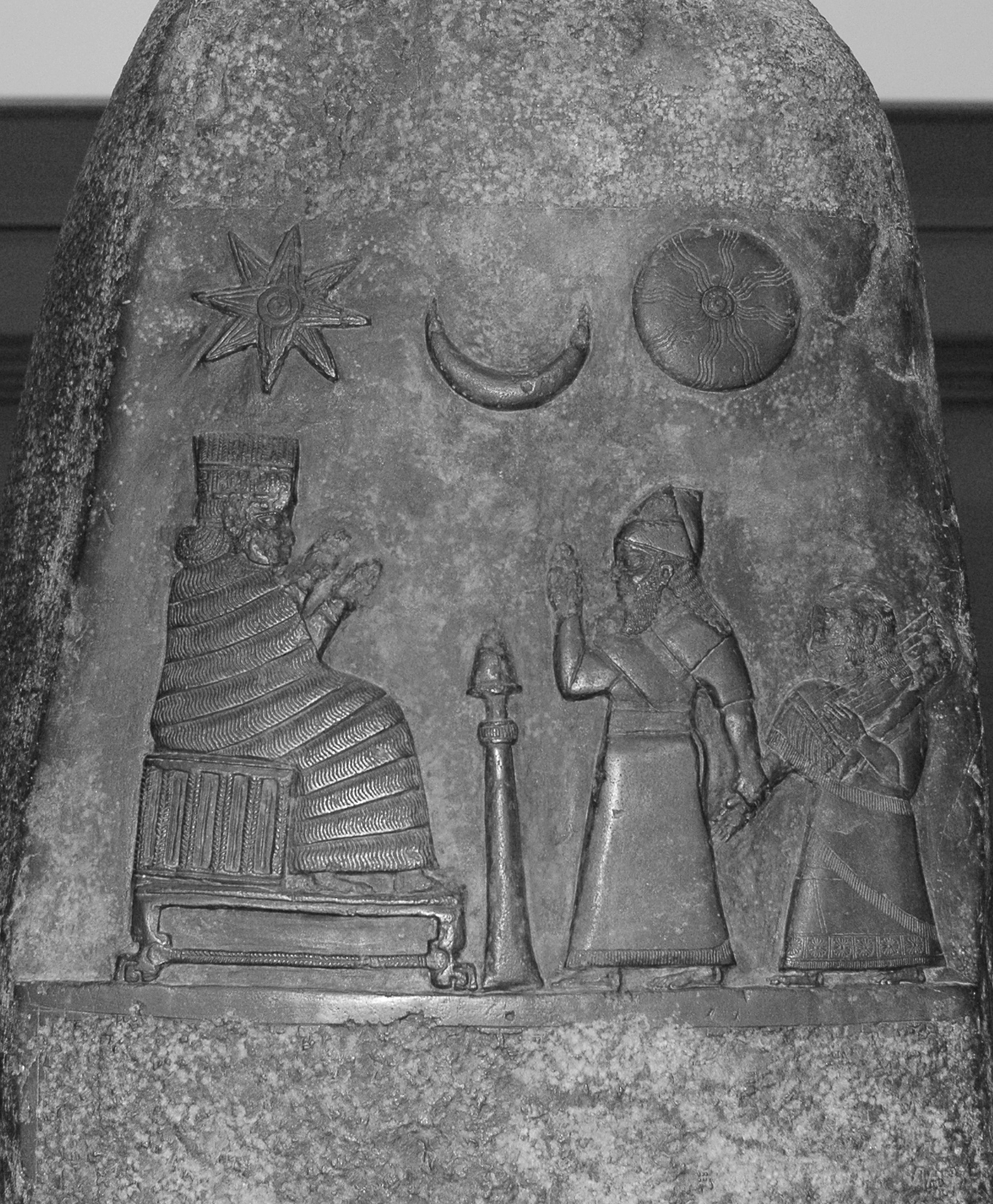
Kudurru des Meli-Šipak, Detail (Louvre)

Die Silbertafel von Ai Khanoum mischt griechische mit orientalischen Elementen. Die Darstellung der Kybele und der Nike sind typisch hellenistisch. Dass die stehende Göttin in steifer Frontalität zu sehen ist, wodurch sie wie ein Kultbild wirkt, zeigt allerdings orientalischen Einfluss. Eine ähnliche Komposition der Szene mit der Gottheit auf einem Streitwagen mit Wagenlenker und einer assistierenden Figur hinter dem Wagen zeigen Münzprägungen der achämenidischen Zeit aus Sidon (Foto) und Hierapolis-Bambyke. Die Priesterkleidung mit dem konischen Hut und dem langen, gegürteten Ärmelgewand ist aus Nordsyrien und dem oberen Euphratgebiet gut bezeugt; die Priester sind barfuß dargestellt, was wiederum im östlichen Bereich Reinheit andeutet. Auch der Streitwagen mit den großen Rädern erinnert an orientalische Beispiele. Der hohe Altar, zu dem Stufen hinaufführen, ist gut aus Syrien und dem Iran bekannt, insbesondere in Dura Europos gibt es dafür mehrere Beispiele. Dass Astralgottheiten bzw. ihre Symbole mit mythischen Szenen (hier: Kybele auf ihrem Wagen) kombiniert werden, ist ein in der altorientalischen Kunst häufiges Motiv. Bernard vergleicht hierzu einen Grenzstein (Kudurru) des Meli-Šipak (Foto). Die genannten Merkmale lassen ihn vermuten, dass die Silbertafel aus Ai Khanoum nicht in einer baktrischen Werkstatt entstand, sondern in Nordsyrien, wo sowohl Einflüsse des oberen Euphratgebiets als auch des Mittelmeerraums wirksam wurden.

## Herkunft und Verbleib
Die Tafel wurde in dem sogenannten Tempel mit Nischen in Ai Khanoum gefunden. Es ist jedoch unsicher, ob sie auch von dort stammt. Ai Khanoum wurde zweimal geplündert. Zunächst gab es einen Angriff der Saken. Zu dieser Zeit scheint die Tafel unter dem Boden in einem Raum des Tempels versteckt worden zu sein, um das wertvolle Objekt später einzusammeln. Die Tafel kann also ursprünglich aus allen Teilen der Stadt stammen. Bei der zweiten und endgültigen Plünderung der Stadt ist das Objekt übersehen worden.
Anhand von stilistischen Erwägungen kann die Tafel in die Zeit um 300 v. Chr. datiert werden. Der Kult der Kybele kam erst mit den Griechen nach Asien, doch handelt es sich bei diesem Objekt um die einzige bekannte Darstellung der Kybele aus Zentralasien. Fragmente einer stilistisch ganz ähnlichen Silberscheibe, auf denen der Hals eines Löwen, eine Kralle auf Felsgrund sowie ein Rad zu sehen sind, wurden in etwa 100 Kilometern Entfernung von Ai Khanoum im baktrischen Heiligtum von Tacht-i Sangin gefunden und stammen möglicherweise aus derselben Werkstatt.
Die Silbertafel aus Ai Khanoum gehörte zu jenen Exponaten des Nationalmuseums Kabul, von denen angenommen wurde, dass sie im Bürgerkrieg geraubt oder zerstört worden seien, die dann aber wiedergefunden wurden. Die Tafel wurde mit anderen „wiederentdeckten Schätzen“ auf einer Wanderausstellung durch Europa und die Vereinigten Staaten gezeigt und war dabei erstmals im Frühjahr 2007 im Musée Guimet (Paris) zu sehen.